# Faraggi Selinari - Vrachasi
Faraggi Selinari - Vrachasi este o arie protejată (arie de protecție specială avifaunistică — SPA) din Grecia întinsă pe o suprafață de 2.376,67 ha, integral pe uscat.

## Localizare
Centrul sitului Faraggi Selinari - Vrachasi este situat la coordonatele 35°16′33″N 25°32′11″E / 35.275744°N 25.536358°E.

## Înființare
Situl Faraggi Selinari - Vrachasi a fost declarat arie de protecție specială avifaunistică în octombrie 2001 pentru a proteja 12 specii de animale.

## Biodiversitate
Situată în ecoregiunea mediteraneană, aria protejată nu include niciun habitat protejat.
La baza desemnării sitului se află mai multe specii protejate de  păsări (12): fâsă-de-câmp (Anthus campestris), șorecarul comun (Buteo buteo), ciocârlie-cu-degete-scurte (Calandrella brachydactyla), caprimulg (Caprimulgus europaeus), lăstun de casă (Delichon urbicum), presură de grădină (Emberiza hortulana), șoim călător (Falco peregrinus), rândunică (Hirundo rustica), Lanius nubicus, ciocârlie de pădure (Lullula arborea), Sylvia ruppeli, Tachymarptis melba.
Pe lângă speciile protejate, pe teritoriul sitului au mai fost identificate 1 specie de păsări.